# Paso Farías
Paso Farías es una localidad uruguaya del departamento de Artigas.

## Ubicación
La localidad se encuentra situada en la zona norte del departamento de Artigas, próximo a las costas del arroyo Cuaró Grande y junto a la ruta 30 en su km 58.500.

## Población
Según el censo de 2011 la localidad contaba con una población de 38 habitantes.
| 27            | 38 |
| (Fuente: INE) |    |